# Axel Jungk
Axel Jungk (ur. 5 marca 1991 w Zschopau) – niemiecki skeletonista, pięciokrotny medalista mistrzostw świata.

## Kariera
Pierwszy sukces w karierze osiągnął w 2015 roku, kiedy wspólnie z kolegami i koleżankami z reprezentacji zdobył złoty medal w zawodach drużynowych na mistrzostwach świata w Winterbergu. Wynik ten Niemcy z Jungkiem w składzie powtórzyli podczas rozgrywanych rok później mistrzostw świata w Igls. Na tej samej imprezie zajął także czwarte miejsce w skeletonie, przegrywając walkę o podium o 0,74 sekundy z Rosjaninem Aleksandrem Trietjakowem i Yun Sung-binem z Korei Południowej. W zawodach Pucharu Świata zadebiutował 12 grudnia 2014 roku w Lake Placid, zajmując czwarte miejsce. Na podium po raz pierwszy stanął 4 grudnia 2015 roku w Winterbergu, gdzie był drugi. W 2017 oraz 2020 roku podczas mistrzostw świata w Königssee oraz w Altenbergu zdobywał srebrne medale w rywalizacji indywidualnej. W 2018 roku wystartował w igrzyskach w Pjongczangu, w których był siódmy.

## Osiągnięcia

### Igrzyska olimpijskie
| Rok  | Miejsce    | Lokata |
| ---- | ---------- | ------ |
| 2018 | Pjongczang | 7.     |
| 2022 | Pekin      | 2.     |

### Mistrzostwa świata
| Rok  | Miejsce    | Lokata |
| ---- | ---------- | ------ |
| 2015 | Winterberg | 6.     |
| 2016 | Igls       | 4.     |
| 2017 | Königssee  | 2.     |
| 2019 | Whistler   | 10.    |
| 2020 | Altenberg  | 2.     |
| 2021 | Altenberg  | -      |

### Mistrzostwa Europy
| Rok  | Miejsce      | Lokata |
| ---- | ------------ | ------ |
| 2015 | La Plagne    | 7.     |
| 2016 | Sankt Moritz | 7.     |
| 2017 | Winterberg   | 5.     |
| 2018 | Igls         | 3.     |
| 2019 | Igls         | 2.     |
| 2020 | Sigulda      | -      |
| 2021 | Winterberg   | -      |
| 2022 | Sankt Moritz | 4.     |

### Mistrzostwa świata juniorów
| Rok  | Miejsce | Lokata |
| ---- | ------- | ------ |
| 2012 | Igls    | 1.     |
| 2013 | Igls    | 2.     |

### Puchar Świata
| Sezon     | Lokata |
| --------- | ------ |
| 2014/2015 | 3.     |
| 2015/2016 | 4.     |
| 2016/2017 | 4.     |
| 2017/2018 | 2.     |
| 2018/2019 | 5.     |
| 2019/2020 | 7.     |
| 2020/2021 | 31.    |
| 2021/2022 | 2.     |